# Laimjala

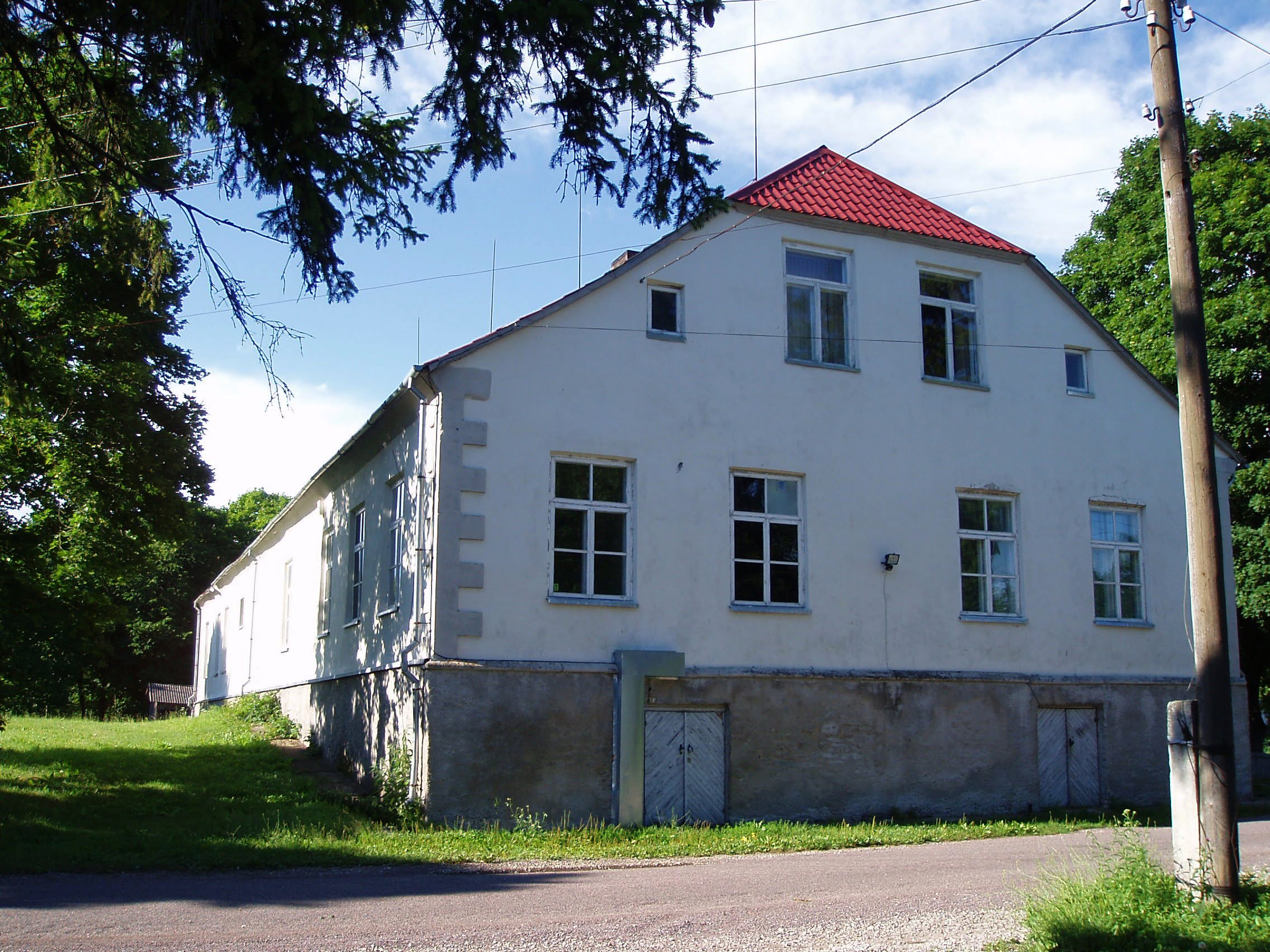
Laimjala

Laimjala – wieś w Estonii, w prowincji Saare. Ośrodek administracyjny gminy Laimjala.